# Johnny Nobody
Johnny Nobody è un film del 1961 diretto da Nigel Patrick.
È un thriller britannico con Nigel Patrick, Yvonne Mitchell e William Bendix. È basato sul racconto breve del 1950 The Trial of Johnny Nobody di Albert Z. Carr pubblicato originariamente sulla rivista Ellery Queen's Mystery Magazine.

## Produzione
Il film, diretto da Nigel Patrick su una sceneggiatura di Patrick Kirwan con il soggetto di Albert Z. Carr (autore del racconto), fu prodotto da John R. Sloan per la Viceroy Films e girato negli Ardmore Studios a Bray, a Dublino e a Enniskerry, in Irlanda.

## Colonna sonora
- Johnny Nobody - scritta da Joe Lynch e Paddy MacGowan
- Fine Girl Y'are - scritta da Joe Lynch e Paddy MacGowan
- The Moonshiner - parole di Delia Murphy

## Distribuzione
Il film fu distribuito nel Regno Unito nell'ottobre del 1961 al cinema dalla Eros Films.
Altre distribuzioni:
- in Germania Ovest il 26 giugno 1964 (Der Schuß aus dem Nichts)
- negli Stati Uniti il 23 novembre 1965
- in Grecia (Aftos pou den fovithike ton Theo)

## Critica
Secondo Leonard Maltin il film è caratterizzato da una "trama insolita che si intreccia con sottintesi a sfondo religioso" risultando, nel complesso, un thriller dall'ottima fattura e dal ritmo agile.